# Nizhni Lars
Nizhni Lars (en osetio: Дæллаг Ларс; en ruso: Нижний Ларс) es un pueblo que pertenece a Osetia del Norte-Alania, Rusia. El lugar se engloba en el distrito de Zaterechni del ókrug urbano de Vladikavkaz.

## Toponimia
El pueblo es conocido en otros idiomas como Kvemo Larsi (en georgiano: ქვემო ლარსი).

## Geografía
Verjni Lars se sitúa a orillas del río Térek, cerca de la frontera entre Rusia y Georgia y a 25 km de Vladikavkaz. Cerca del asentamiento hay un puesto de control del mismo nombre en la frontera entre Rusia y Georgia, en el que sólo se permite el paso de vehículos.

## Historia
Las primeras informaciones sobre Lars aparecen en los siglos XVI y XVII. Era la aldea osetia más oriental y la primera en el desfiladero de Daryali (que anteriormente estaba habitada principalmente por najs). Aquí vivían los osetios de la familia Slonate.

## Demografía
La evolución demográfica de Nizhni Lars entre 2002 y 2010 fue la siguiente:
| 273                                                      | 166 |
| (Fuente: Population of South Ossetia since Soviet times) |     |

Según el censo de 2010, el 91% de la población son georgianos, el 6,4% son osetios y el resto de minorías son principalmente rusos (0,6%).

## Infraestructura

### Transporte
Por Nizhni Lars pasa la carretera militar de Georgia. 